# Economie asociativă
Economia asociativă se referă la transformarea ce are loc de la economii naționale competitive la dinamica inerentă unei economii globale unice. Specificul și semnificația economiei asociative țin cont de puncte de vedere foarte diverse, de la Aristotel la Adam Smith, de la Karl Marx la J.M. Keynes și Milton Friedman, ca și de critica bazată pe dezvoltarea durabilă și de punctele de vedere elaborate, caracteristice lumii moderne a finanțelor. Economia asociativă îi datorează multe din observațiile ei lui Rudolf Steiner, care a formulat noi puncte de vedere asupra emergenței economiei globale.
Plecând de la implicațiile variate ale vieții economice moderne, persoanele care promovează economia asociativă încearcă să ofere o nouă viziune asupra ființei umane, aflată în centrul proceselor economice. Capacitatea de a fi simultan liber și responsabil ne dă posibilitatea de a aduce în conștiență lucruri care altfel sunt determinate de forțele subconștiente ale pieței,  prin urmare având posibilitatea de a ne regla comportamentul, renunțând la rolul statului în această privință.